# NGC 2300
NGC 2300 is een elliptisch sterrenstelsel in het sterrenbeeld Cepheus. Het hemelobject werd in 1871 ontdekt door de Franse astronoom Alphonse Louis Nicolas Borrelly.

## Synoniemen
- UGC 3798
- MCG 14-4-31
- ZWG 362.43
- KCPG 127B
- ZWG 363.29
- Arp 114
- PGC 21231